# Sadako Sasaki
Sadako Sasaki (佐々木 禎子, Sasaki Sadako, 7 de Janeiro de 1943 – 25 de Outubro de 1955) foi uma garota japonesa de apenas 2 anos de idade quando a bomba atômica americana foi lançada em Hiroshima no dia 6 de Agosto de 1945, próxima a sua casa perto da Ponte Misasa. Sasaki se tornou um dos mais conhecidos hibakusha – um termo japonês significando "pessoa afetada pela bomba". Ela é lembrada através da história das mil Tsurus de origami que ela dobrou antes de sua morte, é até hoje um simbolo das vitimas inocentes da Guerra nuclear.

## Visão geral
Sadako Sasaki estava em casa quando a explosão ocorreu, a cerca de 1,6 kilometres (1 mi) de distância do ground zero. Ela foi sugada para fora da janela e sua mãe correu para encontrá-la, suspeitando que ela devia estar morta, mas encontrando sua filha de dois anos de idade viva e sem ferimentos aparentes. Enquanto elas estavam correndo, foram pegas pela chuva negra. Sua avó correu de volta para casa e nunca mais foi vista. Subsequentemente, Sasaki cresceu como qualquer outra menina, tornando-se um membro importante do time de revezamento de sua sala.
Em Novembro de 1954, Sasaki desenvolveu inchaços em sua nuca e atrás de suas orelhas. Em Janeiro de 1955, formou-se púrpura em suas pernas. Subsequentemente, ela foi diagnosticada com leucemia maligna aguda do linfonodo (sua mãe, e outros em Hiroshima, se referiram a isso como "doença da bomba atômica"). Ela foi hospitalizada no dia 20 de Fevereiro de 1955, e foi-lhe dada, no máximo, um ano de vida.
Vários anos após a explosão atômica, um aumento de casos de leucemia foi observada, especialmente entre crianças. No começo dos anos 50, ficou claro que a leucemia foi causada por exposição a radiação.
Ela foi aceita como paciente do Hospital da Cruz Vermelha de Hiroshima para tratamento e recebeu transfusões de sangue no dia 21 de Fevereiro de 1955. Na época em que foi aceita, suas células brancas sanguíneas tinham uma contagem seis vezes maior do que a de uma criança comum.
Em Agosto de 1955, ela foi levada para um quarto junto de uma garota chamada Kiyo, uma estudante de Ensino Médio que era dois anos mais velha que ela. Foi pouco após conseguir essa colega de quarto, que Tsurus foram trazidos à seu quarto vindos de um clube local de Ensino Médio. O pai de Sasaki, Shigeo, lhe falou da lenda dos Tsurus e ela traçou o desafio de dobrar 1,000 desses. Apesar de ter tido muito tempo livre durante seus dias no hospital, Sasaki não tinha muito papel. Ela usaria invólucros de medicamentos e o que mais ela conseguisse pedir; isso incluía ir a quartos de outros pacientes para pedir pelos embrulhos de seus presentes. Além disso, seu melhor amigo, Chizuko Hamamoto, a traria papel da escola para que ela pudesse usar.
Uma versão popular da história diz que Sasaki faleceu pouco antes de atingir seu objetivo e dobrar 1,000 Tsurus, tendo dobrado apenas 644 antes de morrer, e que seus amigos completaram os 1,000 e os enterraram juntos dela. (Isso vem de uma versão novelizada de sua vida, "Sadako and the Thousand Paper Cranes.) Entretanto, uma exibição na qual apareceu no Museu Memorial da Paz de Hiroshima afirmou que pelo fim de Agosto de 1955, Sasaki havia atingido seu objetivo e continuou a dobrar mais 300 Tsurus. O irmão mais velho dela, Masahiro Sadako, diz em seu livro The Complete Story of Sadako Sasaki de que ela atingiu seu objetivo.
Durante seu tempo no hospital, sua condição piorou progressivamente. Por volta da metade de Outubro, sua perna esquerda começou a inchar e ficar púrpura. Depois de sua família implorar que ela comesse algo, Sasaki pediu chá em arroz e disse que "É saboroso". Ela então agradeceu à sua família. Estas foram suas últimas palavras. Junta de sua família e amigos, Sasaki morreu na manhã do dia 25 de Outubro de 1955, aos 12 anos de idade.
Depois de sua morte, o seu corpo foi examinado pela Atomic Bomb Casualty Commission (ABCC), para a pesquisa dos efeitos da bomba atômica no corpo humano. Depois foi revelado que a ABCC também havia conduzido testes em Sasaki enquanto ela ainda estava viva pelos mesmos motivos.

## Memorial
Depois de sua morte, seus amigos e colegas da escola publicaram uma coleção de cartas com o objetivo de conseguir financiamento para construir um memorial à ela e para todas as crianças que morreram pelos efeitos da Bomba Atômica, tendo por exemplo a Japonesa Yoko Moriwaki. Em 1958, uma estátua com Sasaki segurando um Tsuru dourado foi revelada no Parque Memorial da Paz de Hiroshima. No pé da estátua se lê: "Este é o nosso choro. Esta é a nossa oração. Paz no mundo."
Também há uma estátua dela no Parque da Paz de Seattle. Sasaki se tornou o simbolo principal do impacto da guerra nuclear. Sasaki é também uma heroína para muitas garotas no Japão. Sua história é contada em escolas japonesas no aniversário do bombardeamento de Hiroshima. Dedicado à Sasaki, as pessoas em todo Japão celebram o dia 6 de Agosto com o dia anual da paz
- Este artigo foi inicialmente traduzido, total ou parcialmente, do artigo da Wikipédia em inglês cujo título é «Sadako Sasaki».